# Battaglia di Smoliani
La battaglia di Smoliani fu combattuta tra il 13 ed il 14 novembre 1812 tra le forze russe del generale Wittgenstein e le armate francesi dei marescialli Victor e Oudinot. Fu l'ultimo tentativo di ripristinare il fianco settentrionale dell'esercito francese dopo le sconfitte nella seconda battaglia di Polack e nella battaglia di Czasniki.

## Antefatti
La notizia della sconfitta di Victor a Czasniki destò numerose preoccupazioni a Napoleone, già angosciato per l'esito della precedente battaglia di Polack. Nel tentativo di ristabilire il fronte settentrionale, ordinò a Victor di prendere il comando ed arrestare l'avanzata di Wittgenstein.
L'urgenza di questa manovra era dovuta anche alla situazione del corpo principale della Grande Armée, che si stava sgretolando rapidamente ed aveva bisogno di un rifugio sicuro ad ovest, come Minsk, dove vi era un abbondante deposito. La posizione di Wittgenstein, a soli 50 km da Borisov, l'unico passaggio utile per attraversare la Beresina e raggiungere Minsk era una seria minaccia.
Victor, per mandato di Napoleone, doveva prendere il comando del suo IX corpo e del VI e II corpo, comandati precedentemente dal maresciallo Oudinot. Il piano francese iniziale, pensato da Napoleone e approvato da Victor, non era quello di attaccare Wittgenstein frontalmente: un corpo avrebbe dovuto attaccare i russi sul fianco mentre l'altro avrebbe effettuato un assalto frontale. L'insistenza di Oudinot, che riteneva un assalto frontale più vantaggioso contro i russi, costrinse Victor a rivedere i propri piani di battaglia.

## Prima della battaglia

### Morali contrastanti

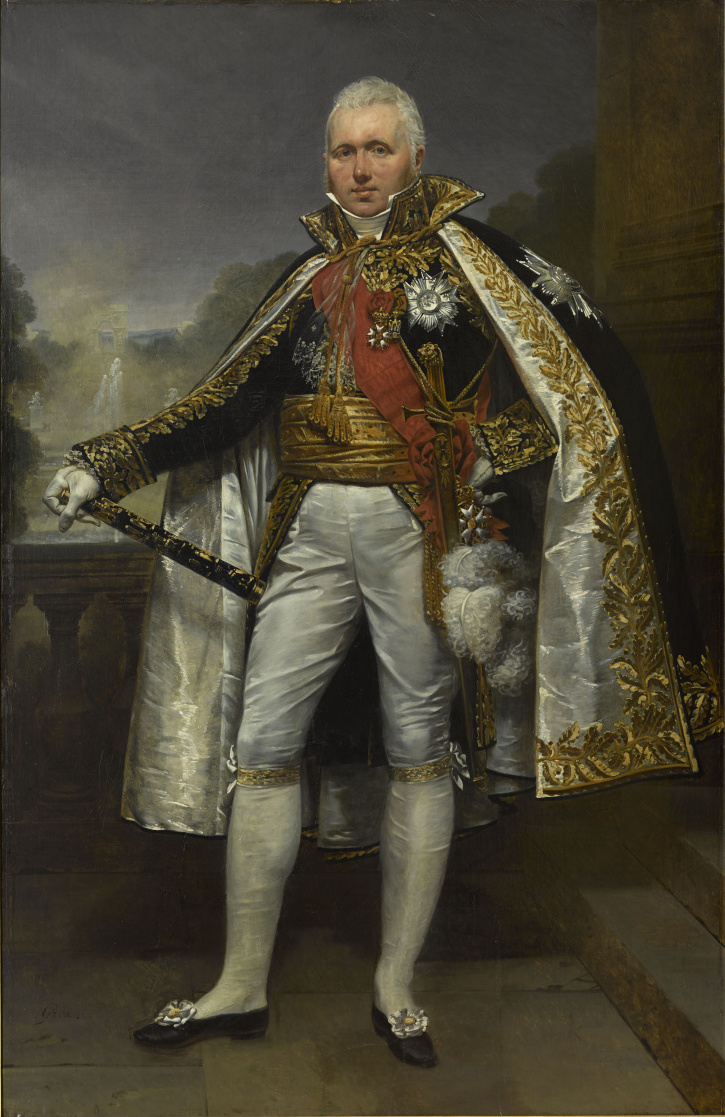
Il maresciallo Victor

Alla vigilia della battaglia, i marescialli francesi esibivano palesemente il comportamento di un comandante che si prepara a fallire: la preparazione per la battaglia era stata condotta malamente ed i precedenti scontri li avevano segnati in una crescente forma di indecisione e pessimismo.
Oudinot e Victor furono criticati dagli storici per non aver optato per la manovra di fiancheggiamento proposta da Napoleone contro Wittgenstein. Nello specifico, l'indecisione di Victor nella pianificazione della battaglia e nella fase di scontro è stata oggetto di numerose critiche. Già a Czasniki, Victor si era dimostrato troppo propenso a ritirarsi, anche di fronte alle minime avversità.
Il morale russo non poteva essere più diverso: le precedenti vittorie sui francesi avevano infuso un senso di fiducia e di orgoglio, che era andato cristallizzandosi nella loro mentalità. von Clausewitz stesso riportava che Wittgenstein ed i suoi ufficiali, in questo frangente si ritenevano "moralmente superiori" ai loro nemici.

### Grave logoramento tra le forze francesi
A peggiorare la situazione francese vi era il grave logoramento dovuto alle condizioni climatiche estreme che i francesi dovevano sopportare. Dopo la battaglia di Czasniki, le forze di Victor avevano dovuto sofferto freddo e malattie a tal punto che solo 25 000 uomini erano disponibili e pronti a combattere, rendendo la superiorità numerica di Wittgenstein ancora più pesante. 
Godendo di migliori rifornimenti e di rifugi più adatti a sopportare il rigido clima continentale, le truppe russe riuscirono ad evitare buona parte dei problemi che affliggevano i loro corrispettivi francesi.

## La battaglia

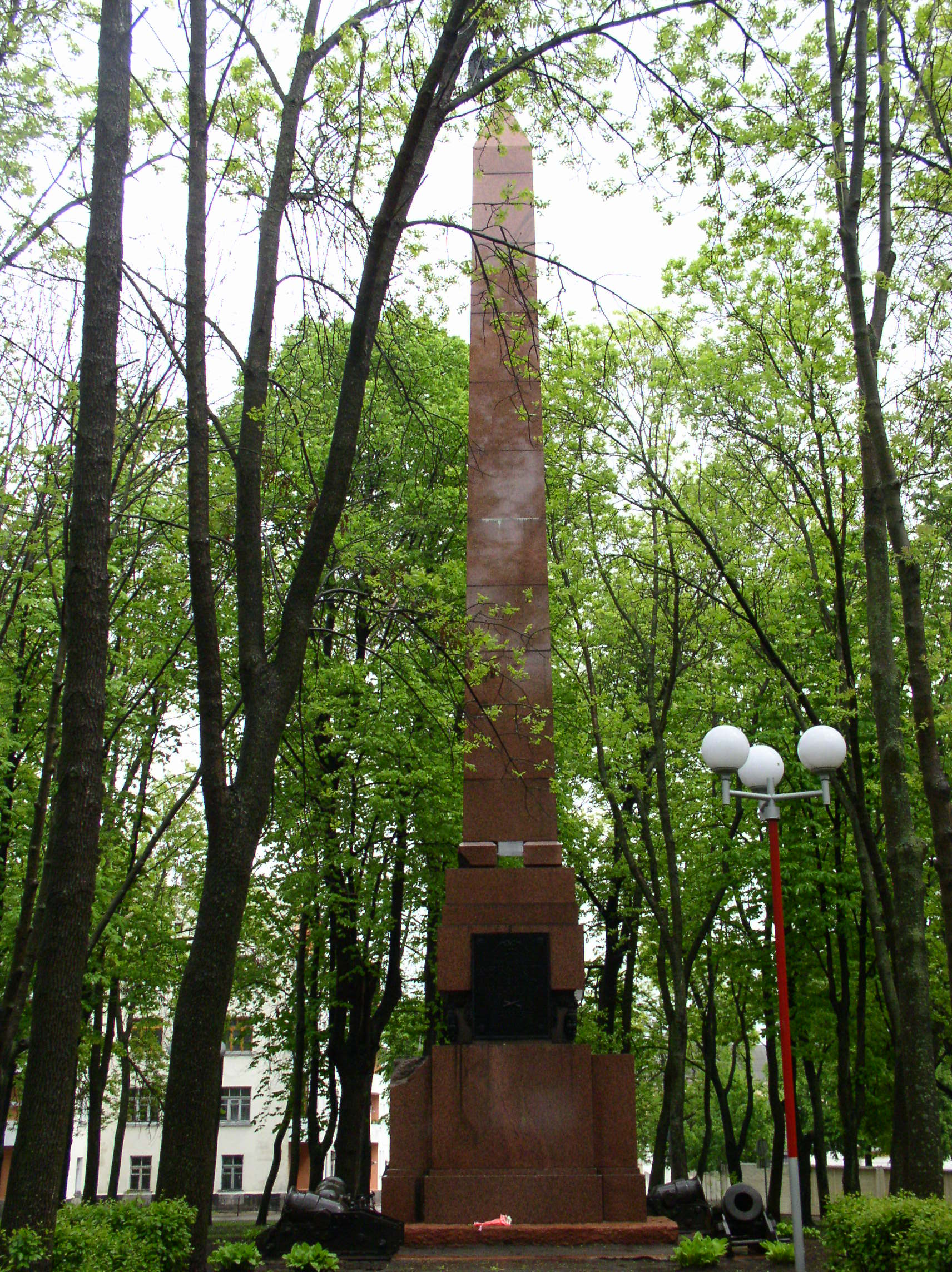
Un obelisco che commemora gli eroi della guerra patriottica del 1812, a Vitebsk, inaugurato nel 1912.

La battaglia di Smoliani iniziò il 13 novembre, nel vicino villaggio di Axenzi. I 6 000 soldati del generale Partouneaux attaccarono l'avanguardia di Wittgenstein, costituita da altrettanti uomini e guidata dal generale Alexiev. Entrambe le fazioni persero circa 500 soldati in questo scontro e, nonostante i rinforzi, i russi furono costretti a ritirarsi a Smoliani.
Il giorno successivo, il 14 novembre, il combattimento si intensificò quando 5 000 truppe di Victor attaccarono e catturarono Smoliani. Successivamente, i francesi vennero respinti sull'ala destra, vendendo cacciati da Smoliani in seguito al contrattacco di Wittgenstein. Mentre tutto ciò aveva luogo, un piccolo distaccamento russo limitò la ben superiore armata di Oudinot nel villaggio di Poczavizi, impedendo così a queste truppe di assistere Victor.
Anche lo scontro terminò con entrambe le parti nelle posizioni originali e le perdite uguali da entrambi i lati (3 000 morti, feriti e fatti prigionieri), furono i francesi ad avere la peggio. Il giorno successivo, 15 novembre, Victor si ritirò 20 miglia a sud di Chereja.

## Conseguenze
Sebbene Wittgenstein avesse preso la decisione di rimandare l'inseguimento dei corpi di Oudinot e Victor, la vittoria della battagli era sufficiente a mantenere invariata la sua minaccia nei confronti della Grande Armée: presto sarebbero passati a Bobr, a poco più di 60 km da Czasnicki, a meno di due giorni di marcia.
Inoltre, la ritirata di Oudinot e Victor era un duro colpo per i napoleonici: la linea difensiva del Dvina Occidentale era definitivamente crollata e non vi era più speranza di ripristinarla.